# Geigenreuth
Geigenreuth ist ein Gemeindeteil der kreisfreien Stadt Bayreuth im bayerischen Regierungsbezirk Oberfranken. Geigenreuth liegt in der Gemarkung Meyernberg.

## Geografie
Der Weiler liegt am Thalmühlbach, der unmittelbar östlich als linker Zufluss in die Mistel mündet. Es stehen unmittelbar nördlich des Ortes sechs Eichen, die als Naturdenkmal ausgezeichnet sind. Die Staatsstraße 2163 führt zur Bundesstraße 22 bei Meyernberg (0,5 km nordöstlich) bzw. nach Mistelbach (1,8 km südwestlich).

## Geschichte
Geigenreuth gehörte zur Realgemeinde Altenstadt. Gegen Ende des 18. Jahrhunderts bestand Geigenreuth aus zwei Anwesen (1 Hof, 1 Mühle). Die Hochgerichtsbarkeit stand dem bayreuthischen Stadtvogteiamt Bayreuth zu. Die Grundherrschaft über die beiden Anwesen hatte das Hofkastenamt Bayreuth.
Von 1797 bis 1810 unterstand der Ort dem Justiz- und Kammeramt Bayreuth. Mit dem Gemeindeedikt wurde Geigenreuth dem 1812 gebildeten Steuerdistrikt Eckersdorf und der zugleich gebildeten Ruralgemeinde Meyernberg zugewiesen. Am 1. April 1939 wurde Geigenreuth nach Bayreuth eingemeindet.

### Baudenkmäler
- Haus Nr. 1: Villa mit Einfriedung
- Haus Nr. 2a: Wohnhaus

### Einwohnerentwicklung
| Jahr      | 001819 | 001822 | 001861 | 001871 | 001885 | 001900 | 001925 | 001950 | 001961 | 001970 | 001987 |
| Einwohner | 16 *   | 22     | 8      | 15     | 16     | 17     | 31     | 54     | 40     | 25     | 16     |
| Häuser    |        | 2      |        |        | 2      | 1      | 4      | 3      | 3      |        | 4      |
| Quelle    | [ 8 ]  | [ 6 ]  | [ 9 ]  | [ 10 ] | [ 11 ] | [ 12 ] | [ 13 ] | [ 14 ] | [ 15 ] | [ 16 ] | [ 1 ]  |

## Religion
Geigenreuth ist evangelisch-lutherisch geprägt und nach St. Ägidius (Eckersdorf) gepfarrt.